# Leuben-Schleinitz

Ligging van de voormalige gemeente in de Landkreis Meißen

Leuben-Schleinitz was een gemeente in de Duitse deelstaat Saksen en onderdeel van de opgeheven Verwaltungsgemeinschaft Ketzerbachtal. De gemeente ontstond op 1 januari 1993 uit de fusie van Leuben en Schleinitz. Op 1 januari 2014 werd de gemeente opgeheven en geannexeerd door de stad Nossen; zie aldaar voor meer informatie.

## Plaatsen in de gemeente Leuben-Schleinitz
- Badersen
- Dobschütz
- Eulitz
- Graupzig
- Leuben
- Lossen
- Mertitz
- Mettelwitz
- Perba
- Praterschütz
- Pröda
- Raßlitz
- Schleinitz
- Wahnitz
- Wauden